# Felix Auerbach

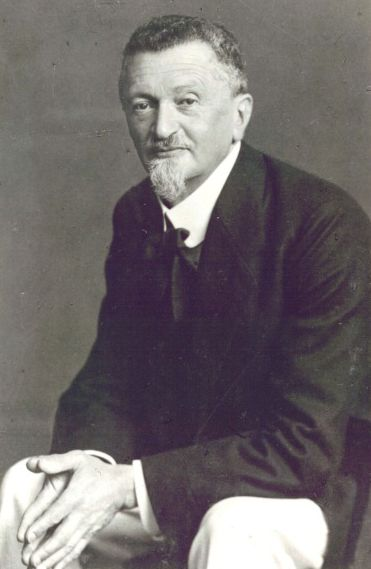
Felix Auerbach in seiner Zeit am Jenaer Theoretisch-Physikalischen Institut (um 1925, Quelle: Professorengalerie der Phys.-Astro. Fak. der Universität Jena)

Felix Auerbach (geboren 12. November 1856 in Breslau; gestorben 26. Februar 1933 in Jena) war ein deutscher Physiker.

## Leben
Auerbachs Vater, Leopold Auerbach, war ein angesehener Arzt und Professor der Medizin an der Universität Breslau. Seine Mutter war Arabella Auerbach, geb. Heß. Von ihr hatte er die Begabung und Liebe zur Musik mitbekommen, die ihn sein Leben lang begleitet hat. Felix war das älteste Kind von sechs Geschwistern. Der Chemiker Friedrich Auerbach (1870–1925) und der Breslauer Pianist Max Auerbach (1872–1965) waren seine jüngeren Brüder.
Felix Auerbach erhielt seine humanistische Ausbildung von 1865 bis 1873 auf dem Maria-Magdalenen-Gymnasium seiner Heimatstadt. Nach dem Abitur begann er bereits im Alter von 16 Jahren mit dem Studium an den Universitäten in Breslau, in Heidelberg bei Gustav Robert Kirchhoff und in Berlin bei Hermann Helmholtz. Bei ihm promovierte er im Jahre 1875. Der Titel seiner Dissertation Die Natur der Vokalklänge zeigte das Interesse auch für die physikalischen Grundlagen der Musik und die Akustik. Ab 1879 war Felix Auerbach am physikalischen Institut der Universität Breslau Assistent bei Oskar Emil Meyer und ab 1880 Privatdozent. Während seines Studiums in Heidelberg, wurde Auerbach Mitglied der Verbindung Rupertia.
1883 heiratete er Anna Silbergleit (1860–1933), die später dem mitteldeutschen Frauenbund vorstand und für das Frauenwahlrecht kämpfte. Die Ehe blieb kinderlos.
1889 übernahm Auerbach die von Ernst Abbe eingerichtete Professur für theoretische Physik an der Universität Jena. Als Jude wurde ihm eine ordentliche Professur zunächst verwehrt, erst 1923 wurde sie ihm doch noch eingerichtet. Er wurde 1927 emeritiert.
Ab 1906 bis etwa 1914 übernahm er zusammen mit seiner Schwägerin Käthe Auerbach (1871–1940) die Erziehung der Kinder seines Bruders Max Auerbach, nämlich Klaus, Günther und schließlich Johannes und Cornelia Auerbach (der späteren Frau von Hanning Schröder).

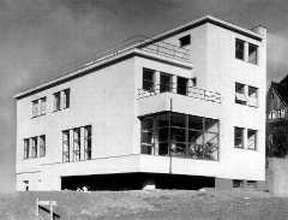
Haus Auerbach, Schaefferstraße in Jena

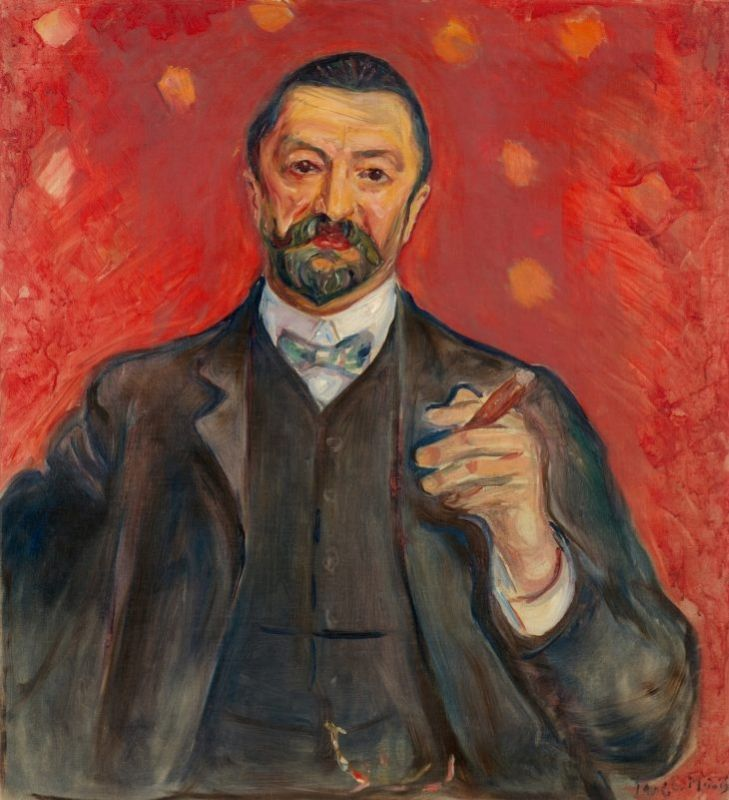
Felix Auerbach in einem Porträt von Edvard Munch (Ausschnitt, 1906)

Auerbach war bereits um 1914 ein Mäzen der Jenaer Kunstszene und auf Gesellschaften in seinem Hause verkehrten zahlreiche Künstler, wie Erich Kuithan, Clara Harnack (die Witwe von Otto Harnack), Reinhard Sorge, Eberhard Grisebach und Botho Graef, der Förderer von Ernst Ludwig Kirchner. In Jena unterstützte er auch die progressiven Bestrebungen des Jenaer Kunstvereins und das Weimarer Bauhaus. Walter Gropius baute 1925 für Felix Auerbach und seine Frau ein Haus nach dem Prinzip „Baukasten im Großen“. Das Haus Auerbach, wie es auch heute noch heißt, wurde 1995 restauriert. Bis 1933 war hier ein kulturelles Zentrum für Wissenschaftler und Künstler gewesen. Außer Gropius zählten zu den häufigen Gästen und Freunden der Auerbachs auch Max Bruch, Ida Dehmel und Richard Dehmel, Edvard Munch, Henry van de Velde und Julius Meier-Graefe. Schon 1906 hatte Munch ein Porträt von Felix Auerbach gemalt. Auerbach begründete 1893 in Jena den ersten Lawn-Tennis Club. Vor allem auf ihn sei „die Entfaltung des Lawn-Tennis-Sports in Jena zurückzuführen“.
Mit Adolf Hitler wurde das antisemitische Klima in Deutschland für Felix und Anna Auerbach unerträglich. Nach der Machtübernahme der Nationalsozialisten nahmen sich beide das Leben. In seinem Abschiedsbrief hieß es, dass er nun „nach fast 50-jährigem, wechselseitig beglückenden Zusammenleben“ in vergangener Nacht „voller Heiterkeit das irdische Dasein verlassen“ habe.

## Leistungen
Felix Auerbach war ein vielseitiger Wissenschaftler, der den Blick für das Praktische nie verlor. An der Universität Jena setzte er sich besonders für das Lehrfach Experimentalphysik ein. Er beschäftigte sich mit dem Magnetismus, der auch das Thema seiner Habilitationsschrift war. Und für die Venezianische Akademie der Wissenschaften schrieb er eine Abhandlung über Hydrodynamik. Er erforschte die Härte fester Stoffe und entwickelte 1890 ein Gerät zur absoluten Härtemessung.
Horst Bredekamp bezog sich in der Zeit darauf, dass der Kunsthistoriker Ulrich Müller schrieb, dass der Jenaer Physikprofessor Felix Auerbach „in zwei Schriften der Jahre 1906 und 1921 Einsteins Relativitätstheorie zu erläutern verstand und insbesondere eine Reihe von Künstlern beeindruckte, weil er sich über Jahrzehnte mit einer Physik der Künste beschäftigte.“ Paul Klee und Wassily Kandinsky, die Gropius als Lehrer an das Weimarer Bauhaus geholt hatte, waren zwei dieser Künstler.
Er war Mitarbeiter am Handbuch der Physik von Adolf Winkelmann. Zusammen mit dem Physiker Wilhelm Hort (1878–1938) begann Felix Auerbach als Siebzigjähriger mit der Herausgabe des Handbuchs der physikalischen und technischen Mechanik (1927–1931, 7 Bde.). Neben seinen physikalischen Arbeiten galt Auerbachs Interesse vor allem der Mathematik. Eine seiner klassischen Schriften ist hier Die Furcht vor der Mathematik und ihre Überwindung (1925). 1909 gab er das Taschenbuch für Mathematiker und Physiker bei Teubner heraus (ab 1911 mit Rudolf Rothe), das zuletzt 1913 erschien.
In seiner Arbeit Das Gesetz der Bevölkerungskonzentration beschreibt Auerbach eine Gesetzmäßigkeit, die auf die breite Verteilung von Stadtgrößen zurückzuführen ist und heute als Zipfsches Gesetz bekannt ist.

## Publikationen (Auswahl)
- Untersuchungen über die Natur des Vocalklanges. In: Annalen der Physik und Chemie. Ergänzungsbd. Band 8, 1877, S. 177–225 (Digitalisat).
- Bestimmung der Resonanztöne der Mundhöhle durch Percussion. In: Annalen der Physik und Chemie. Band 3, 1878, S. 152–157 (Digitalisat).
- Tonhöhe einer Stimmgabel in einer incompressiblen Flüssigkeit. In: Annalen der Physik und Chemie. Band 3, 1878, S. 157–160 (Digitalisat).
- Zur Grassmann’schen Vokaltheorie. In: Annalen der Physik und Chemie. Band 4, 1878, S. 508–515 (Digitalisat).
- Die Weltherrin und ihr Schatten. Ein Vortrag über Energie und Entropie. G. Fischer, Jena 1902.
- Akustik (= Handbuch der Physik 2), Leipzig o. J. (2. Aufl. 1909).
- Ektropismus und die physikalische Theorie des Lebens. Wilhelm Engelmann, Leipzig 1910.
- Die Grundlagen der Musik. J. A. Barth, Leipzig 1911.
- Das Gesetz der Bevölkerungskonzentration. In: Petermanns Geogr. Mitteilungen. 59, S. 73–76, 1913 (Digitalisat)
- Die graphische Darstellung. Teubner, Leipzig 1914. (Die graphische Darstellung – Internet Archive)
- Die Physik im Kriege. Gustav Fischer, Jena 1915.
- Fernschrift und Fernspruch. Die Überwindung von Raum und Zeit durch Elektrizität. Ullstein, Berlin 1916.
- Ernst Abbe – Sein Leben, sein Wirken, seine Persönlichkeit. Akadem. Verlagsgesellschaft, Leipzig 1918.
- Wörterbuch der Physik. Walter de Gruyter, Berlin und Leipzig 1920.
- Raum und Zeit, Materie und Energie, Eine Einführung in die Relativitätstheorie, Leipzig: Dürr’sche Buchhandlung 1921
- Entwicklungsgeschichte der Modernen Physik: Zugleich eine Übersicht ihrer Tatsachen, Gesetze und Theorien. Julius Springer, Berlin 1923.
- Das Zeisswerk und die Carl-Zeiss-Stiftung in Jena. Gustav Fischer, Jena 1925, 5. Auflage.
- Die Methoden der Theoretischen Physik. Akad. Verlagsges., Leipzig 1925.
- Lebendige Mathematik. Eine allgemeinverständliche Einführung in die Schau- und Denkweise der niederen und höheren Mathematik. Ferdinand Hirt, Breslau 1929.
- Das naturwissenschaftliche Weltbild. Hugo Bermühler Verlag, Berlin-Lichterfelde 1933.